# Klapsleutel

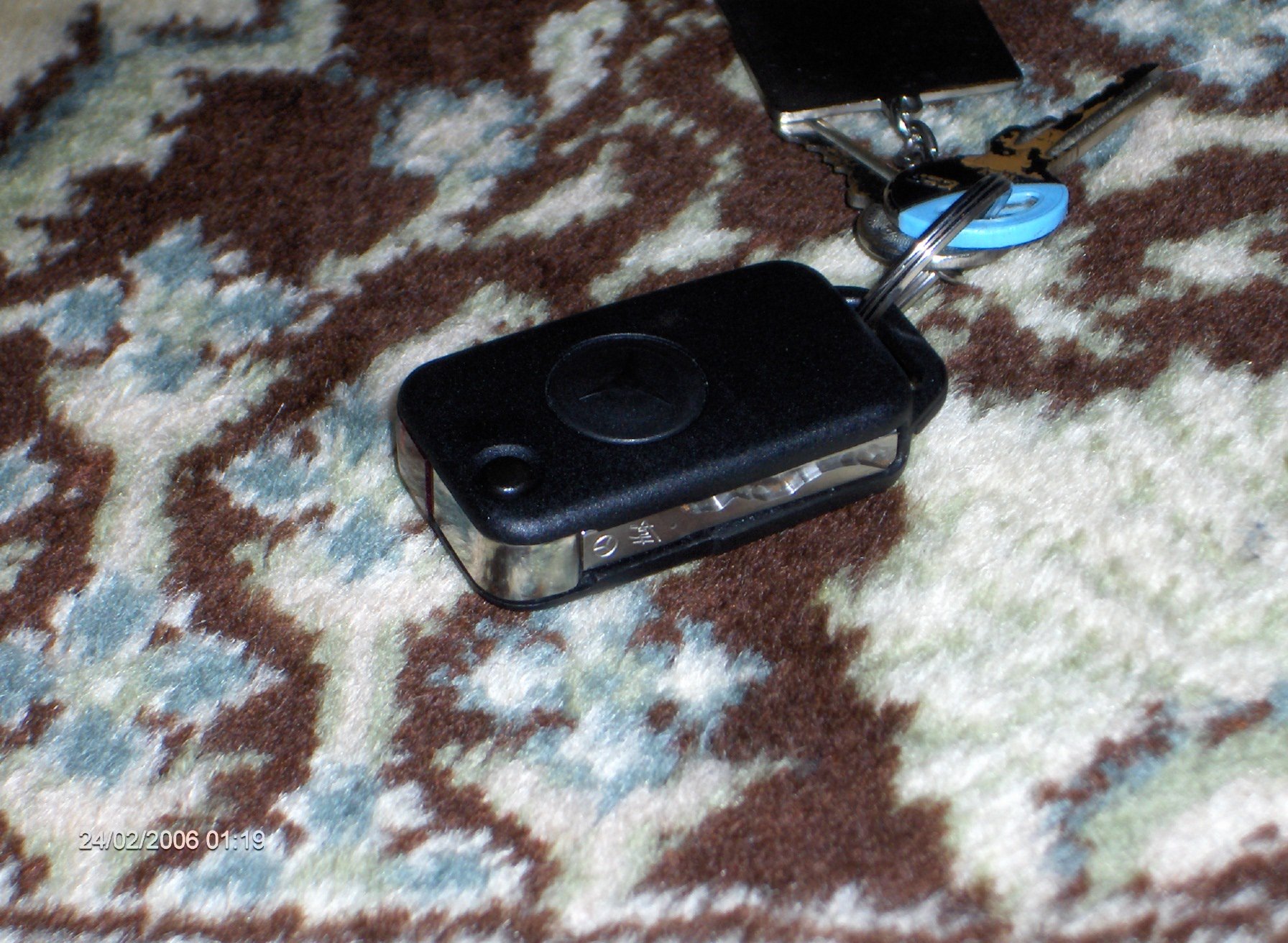
Een gesloten klapsleutel

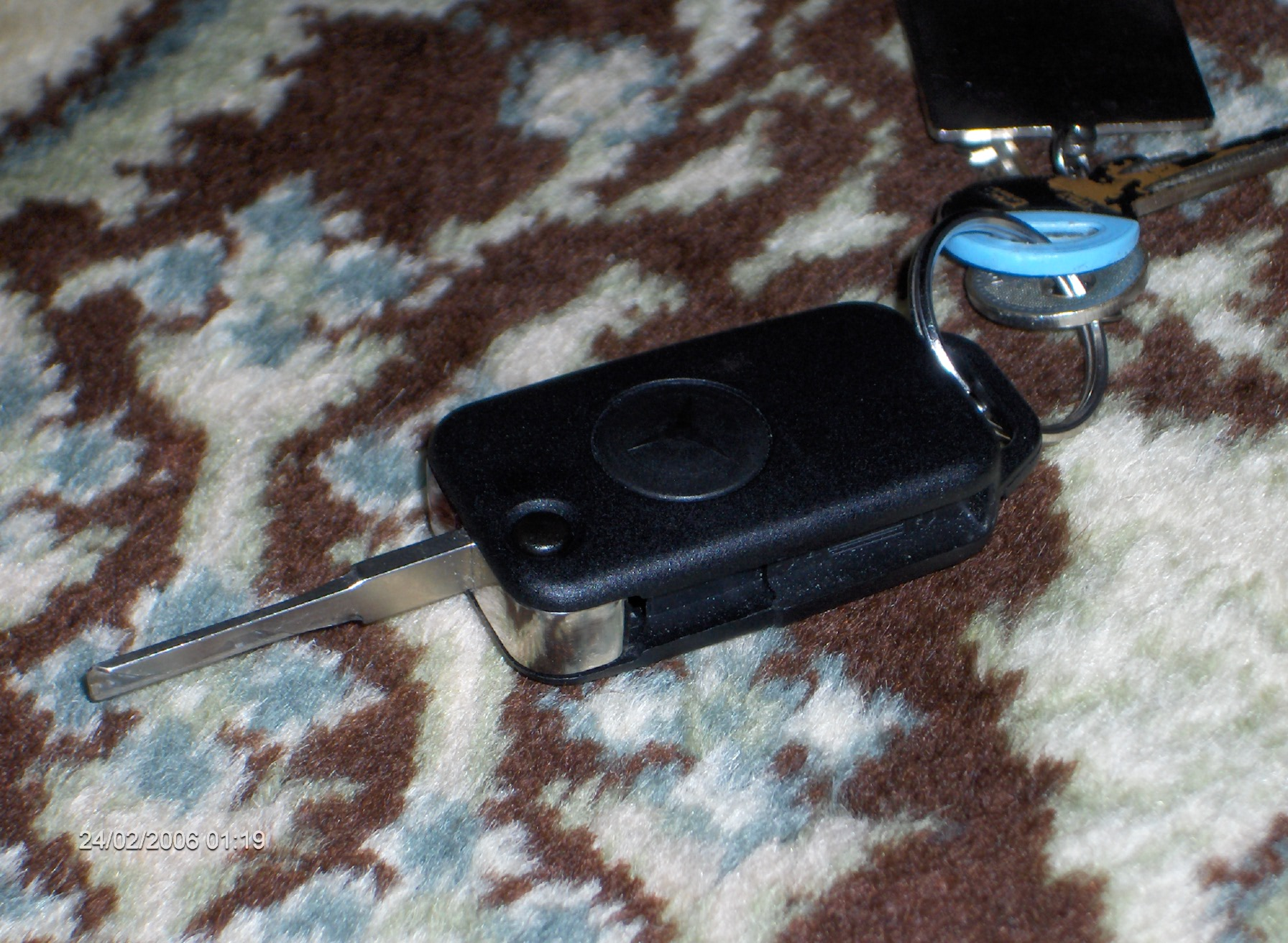
Een geopende klapsleutel

Een klapsleutel is een sleutel die inklapbaar is. Kenmerkend voor een klapsleutel is dat de daadwerkelijke sleutel uit een plastic huls 'klapt'. Voordeel hiervan is dat de sleutel ingeklapt een betere vorm heeft, niet scherp meer is en beter draagbaar.
De klapsleutel wordt veelal gebruikt voor vervoermiddelen, zoals bij een autosleutel, fietssleutel of de sleutels voor de motorfiets. Om de sleutel in het contact van de auto te steken, dient de sleutel uit te worden geklapt. Vaak heeft een auto met een klapsleutel ook centrale deurvergrendeling op afstand, waar de vergrendeltoets op de plastic huls van de klapsleutel geplaatst is.
Verschillende automerken maken of maakten gebruik van de klapsleutel, waaronder Citroën, Mercedes-Benz, Volkswagen, Audi, Ford en Volvo.